# Список символів Вайомінгу

Розташування штату Вайомінг у Сполучених Штатах Америки

## Державні знаки
| Тип       | Символ                                                      | Зображення                     | Ухвалено          |
| --------- | ----------------------------------------------------------- | ------------------------------ | ----------------- |
| Прапор    | Прапор штату Вайомінг                                       |                                | 1916 рік          |
| Девіз     | Рівні права                                                 | Рівні права                    | 1869 рік          |
| Псевдонім | Держава рівності Ковбойський штат                           | Штат рівности Ковбойський штат | 1890 рік 1974 рік |
| Печатка   | Велика печатка штату Вайомінг                               |                                | 1869 рік          |
| Гасло     | Місце, яке ні на що не схоже (англ. Like No Place on Earth) |                                | неофіційний       |

## Живі символи
| Тип      | Символ                                 | Зображення | Ухвалено |
| -------- | -------------------------------------- | ---------- | -------- |
| Птах     | Sturnella neglecta                     |            | 1927 рік |
| Риба     | Oncorhynchus clarki                    |            | 1987 рік |
| Квітка   | Castilleja linariaefolia               |            | 1917 рік |
| Трава    | Pascopyrum smithii                     |            | 2007 рік |
| Комаха   | Callophrys sheridanii                  |            | 2009 рік |
| Ссавець  | Американський бізон Bison bison        |            | 1985 рік |
| Рептилія | Рогата жаба Фринозома                  |            | 1993 рік |
| Дерево   | Тополя трикутнолиста Populus sargentii |            | 1947 рік |

## Земні символи
| Тип      | Символ      | Зображення | Ухвалено    |
| -------- | ----------- | ---------- | ----------- |
| Динозавр | Трицератопс |            | 1994 рік    |
|          | 1987 рік    |            |             |
| Ґрунт    | Forkwood    |            | неофіційний |

## Культурна символіка
| Тип   | Символ     | Зображення | Ухвалено |
| ----- | ---------- | ---------- | -------- |
| Пісня | "Вайомінг" |            | 1955 рік |
| Спорт | Родео      |            | 2003 рік |

## Монета США
| Тип           | Символ                       | Зображення | Ухвалено |
| ------------- | ---------------------------- | ---------- | -------- |
| Монета        |                              |            |          |
| Чверть долара | Чверть долара США (Вайомінг) |            | 2007 рік |